# Hasbrouck Heights
Hasbrouck Heights é um distrito localizado no estado americano de Nova Jérsei, no Condado de Bergen.

## Demografia
Segundo o censo americano de 2000, a sua população era de 11.662 habitantes.
Em 2006, foi estimada uma população de 11.621, um decréscimo de 41 (-0.4%).

## Geografia
De acordo com o United States Census Bureau tem uma área de
3,9 km², dos quais 3,9 km² cobertos por terra e 0,0 km² cobertos por água.

## Localidades na vizinhança
O diagrama seguinte representa as localidades num raio de 4 km ao redor de Hasbrouck Heights.